# Boris Groysberg
Boris Groysberg (* 1971) ist ein US-amerikanischer Wirtschaftswissenschaftler.

## Leben
Boris Groysberg studierte Rechnungswesen an der New York University (Bachelor) und Wirtschaftspolitik an der Harvard Business School (DBA). Während seiner Studienzeit gewann er u. a. das Strategic Management Society PhD Fellowship. Danach arbeitete er für IBM und wurde Assistent an der Harvard University. Derzeit ist er Richard P. Chapman Professor of Business Administration an der HBS und Mitarbeiter des Harvard Business Review.

## Publikationen
- Chasing Stars: The Myth of Talent and the Portability of Performance. Princeton University Press, 2010.
- Talk, Inc. How Trusted Leaders Use Conversation to Power Their Organizations. Harvard Business Review Press, 2012.

## Auszeichnungen
- 2006: Emerald Management Reviews
- 2011: Axiom Business Book Award